# União Desportiva de Rio Maior
A União Desportiva de Rio Maior foi um clube de futebol português, localizado na cidade de Rio Maior, distrito de Santarém. Em 2010 o clube desportivo foi extinto. O clube usava as cores azul e branco.
A equipa de futebol União Desportiva de Rio Maior efetuava os seus jogos em casa no Estádio Municipal de Rio Maior.
O Rio Maior Sport Clube é o sucessor e novo clube de futebol do concelho. O clube surge após a suspensão da atividade da União Desportiva de Rio Maior.

## Histórico
|                    | Nº Presenças | Títulos |
| ------------------ | ------------ | ------- |
| Temporadas na 1ª   | 0            |         |
| Temporadas na 2ª   | 0            |         |
| Temporadas na 2ª B | 4            |         |
| Temporadas na 3ª   | 16           |         |
| Taça de Portugal   | -            |         |
| Taça da Liga       | -            |         |

## História
O Clube teve o seu nascimento em 1 de Setembro de 1945 com o nome de Clube Futebol “Os Mineiros” tendo a sua Primeira sede na Casa onde mais tarde veio a Habitar o Sr. Dr. Sequeira Aguiar. O nome foi influenciado por haver nesse tempo vários simpatizantes do Clube de Futebol “Os Belenenses”. Mudou mais tarde para o Prédio do Sr. Joaquim Varela – nessa época tinha atletas como Cláudio, Tavares, Serrenho, Ninfra, Acácio, Mário Estrela e outros… houve no entanto outros como Geada que chegou a ser o Atleta mais popular do Distrito tendo chegado naquela época à 2ª Divisão Nacional.
Em 25 de Agosto de 1976 deixou de se chamar “Os Mineiros” para adoptar o nome de União Desportiva de Rio Maior, tendo como seu Presidente Manuel Duarte Francisco. Iniciou a sua recuperação na época 1974/75, tendo sido Campeão Distrital da 2ª Divisão, para em 1977/78 subir à 3ª Divisão Nacional, chegando duas épocas mais tarde, em 1980/81, à 2ª Divisão Nacional (na 1ª época comandada pelo Professor Jesualdo Ferreira).
Após alguns anos nos nacionais voltou a descer aos Distritais, voltando novamente na época de 2002/03 à 3ª Divisão Nacional, sob orientação de Paulo Leitão. Após 2 épocas subiu à 2ª Divisão Nacional, sob a presidência de Joaquim Faustino de Barros e treinado por António Canário.
Em 2006 era treinado por João Sousa em séniores e em júniores por Mauro Pulquerio.

## Extinção do clube
O seu diretor desportivo era Eduardo Rosa. A equipa disputou na época de 2008/09, a III Divisão Série E.
Em 22 de Maio de 2009 o plantel do Rio Maior entra em greve de fome para chamar à atenção para a situação de salários em atraso neste clube da III Divisão. O clube é referenciado por ter salários em atraso pelos media, e é através do seu capitão, Bruno Militão, que informa a causa dos seus protestos e a reação de todo o plantel sénior entrar em greve e não comparecer ao jogo contra o Sintrense, tendo a direção recorrido à equipa juniores para a não punição da União de Rio Maior. Os 21 jogadores da União desportiva de Rio Maior suspendem em 24 de Maio de 2009 a greve de fome e vão rescindir os vínculos por terem seis meses de ordenados em atraso. Em declarações à TSF, o porta-voz da comissão administrativa da União Desportiva de Rio Maior, Eduardo Rosa, afirmou que: «Vamos tentar por todos os meios comparecer aos jogos com a equipa de juniores, se não nos for possível provavelmente o clube vai fechar portas».